# Personalmarketing
Personalmarketing wird als Querschnittsfunktion verstanden, welche ziel(gruppen)bezogen auf die Instrumente und Inhalte aller personalwirtschaftlichen Funktionen zurückgreift und die integrative Sicht über alle Schnittstellen hinweg fördert. Das primäre Ziel des Personalmarketings besteht in der Schaffung von Voraussetzungen zur langfristigen Sicherung der Versorgung einer Unternehmung mit qualifizierten und motivierten Mitarbeitern. Personalmarketing richtet sich an vorhandene und potentielle Mitarbeiter bzw. Bewerber.

## Internes Personalmarketing
Das interne Personalmarketing bezieht sich auf bereits vorhandenes Personal und kann durch folgende Elemente beschrieben bzw. unterstützt werden:
- Leitbild des Unternehmens (Vision, Identity)
- Weiter- & Fortbildungsmöglichkeiten (Förderpools) → Personalentwicklung
- Karriereprogramme und Kompetenzmanagement
- Vergütungssysteme und -modelle
- Leistungsanreize (Boni, Erfolgsbeteiligung)
- soziale Leistungen des Unternehmens (Altersfürsorge)
- Attraktivitätsfaktoren (Employer Branding)
- Mitarbeiterbindung
- Jobrotation / Jobenrichment / Jobenlargement

## Externes Personalmarketing
Das externe Personalmarketing bezieht sich auf das neu zu gewinnende Personal und kann durch folgende Elemente beschrieben bzw. unterstützt werden:
- Vergabe von Praktika, Diplom- & Bachelor- und Masterarbeiten
- Bekanntheit / Image / Attraktivitätsfaktoren als Arbeitgeber (Employer Branding)
- Anbieten einer interessanten Ausbildung / eines Studiums / eines Trainee-Programms
- Präsenz auf Messen
- Hochschulrecruiting
- Artikel / Annoncen in Fachzeitschriften, Tageszeitungen oder online
- Jobangebote
- marktübliche Vergütung + X (Incentives, Boni, Zusatzleistungen)
- Bewerbermanagement
- Online-Planspiele
- (Inhouse)Bewerbertage
- Qualitätslabel